# 盖布施泰特
盖布施泰特（德語：Gebstedt，發音：[ˈɡeːpʃtɛt]）是德国图林根州魏玛地区县曾经的一个市镇，面积9.25平方千米，人口为人。2012年12月31日，盖布施泰特与另外4个市镇并入市镇巴特苏尔察。